# Сенной мост
Сенно́й мост — пешеходный металлический балочный мост-теплопровод через канал Грибоедова в Адмиралтейском районе Санкт-Петербурга, соединяет Казанский и Спасский острова.

## Расположение
Мост связывает между собой набережные канала напротив Сенной площади. Выше по течению находится Демидов мост, ниже — Кокушкин мост.
Ближайшие станции метрополитена — «Садовая», «Сенная площадь» и «Спасская».

## Название
Название известно с 1951 года и дано по находящейся рядом Сенной площади.

## История
Первый мост на этом месте был построен в 1931 году для прокладки теплофикационных труб Ленэнерго, а также для движения пешеходов. Это был деревянный мост балочно-подкосной системы на деревянных свайных опорах. Ширина моста была 3,09 м, ширина прохожей части — 2,45 м. Деревянное пролётное строение из трёх составных балок высотой 1,05 м опиралось на свайные опоры длиной 3,82 м и шириной 2,2 м:12. 
Ввиду полного загнивания и, как следствие аварийного состояния пролётного строения, в 1952 году мост был заменён новым металлическим. Проект выполнен в институте «Лендормостпроект» инженером П. В. Баженовым. Строительство вела 1-я строительная контора треста «Ленмостострой»:16. Руководили работами инженеры Г. Н. Никитин, В. А. Малин и старший производитель работ С. А. Бавин. Намечалось установить на мосту торшеры с реконструируемого Ново-Каменного моста, однако эти планы не были осуществлены.
Конкурс на определение генподрядчика состоялся в 2017 году, победителем было признано ООО «НПО «Ранд», единственный участник конкурса. Стоимость контракта составила 19 млн руб. В 2017 году Сенной мост был закрыт на капитальный ремонт. Проект капитального ремонта, разработанный институтом «ЛЕНГИПРОИНЖПРОЕКТ» (ГИП С. В. Горбунов), включал в себя полную замену пролётного строения и перильного ограждения с устройством новых монолитных устоев на свайном основании. Основные планово-высотные решения моста и прилегающих участков набережных сохранялись:18—19. По проекту завершить работы планировалось к концу января 2018 года, однако из-за сложностей при устройстве свайных фундаментов срок сдачи моста сдвинулся до начала лета 2018 года.

## Конструкция
Мост однопролётный металлический балочный. По своей конструкции схож с Мучным мостом. Пролётное строение состоит из двух стальных двутавровых балок высотой в замках 0,8 м. Расстояния в осях главных балок — 2,26 м. Верхние и нижние пояса балок очерчены по циркульным кривым разных радиусов, что дает увеличение высоты балок у опор до 1,26 м. Монтажные стыки главных балок сварные. Расчётный пролёт — 20,7 м:20. Устои монолитные железобетонные на свайном основании из буроинъекционных свай. Ширина моста составляет 2,3 м, длина — 22,5 м. 
Мост предназначен для пропуска пешеходов и прокладки труб теплотрассы. Прохожая часть представляет собой съемные металлические панели, состоящие из металлических листов толщиной 12 мм, подкреплённых продольными и поперечными рёбрами жёсткости. Покрытие прохожей части моста — тонкослойное полимерное. Перильное ограждение металлическое сварное, простого рисунка. По фасадам главных балок устроен металлический карниз.